# Hubert et le Chien

Hubert et le Chien est un téléfilm français de comédie réalisé en 2006 par Laurence Katrian, écrit par Valérie Fadini, produit par LM Production et diffusé sur TF1 le 16 avril 2007. Ce sont les premiers pas de comédien de Christophe Dechavanne.

## Synopsis
Hubert est un chercheur divorcé, dont la mère (Rosy Varte) est un peu possessive, mais essaie de l'aider. Elle lui offre un mastiff, un gros chien (réformé de la brigade des stupéfiants). Celui-ci fait beaucoup de bêtises, mais à la suite d'un concours de circonstances, le jeune homme trouve chaussure à son pied : une jeune femme avec qui il noue une tendre idylle.
À la fin du film, Hubert récupère in extremis dans un aéroport non seulement sa future femme qui allait quitter la France, mais aussi son mastiff qu'il avait égaré (pour la énième fois). À partir de là, ils peuvent enfin se marier. Durant le mariage, bien évidemment, le marié tient le mastiff en laisse et est emporté par lui qui poursuit une mobylette.

## Fiche technique
- Réalisateur : Laurence Katrian
- Scénario : Valérie Fadini
- Durée : 90 min
- Pays :  France
- Genre : Comédie
- Année de production : 2006

## Distribution
- Christophe Dechavanne : Hubert Martin
- Marie Guillard : Léna Pedersen
- Rosy Varte : Éléonore
- Sébastien Cotterot : Moreau
- Nathalie Vignes : La fliquette
- Julien Cafaro : Le peintre
- Grégori Baquet : Joël
- Aurélien Jegou : Noé
- Patrick Guillemin : Marcel Grangier
- Michel Mintrot : le chauffeur de taxi
- Thierry Nenez : le vétérinaire
- Arnaud Lesimple : Hervé Brancet
- Isabelle Tanakil : la pharmacienne
- Christian Pereira : le garde chien docteur Louis
- Loïc Brabant : le policier préposé aux plaintes
- Claude Sesé : le directeur de la SPA
- Cédric Lepers : Jean Ortis
- Isabelle Petit-Jacques : Susie
- Christiane Bopp : la coiffeuse Nadège
- Bô Gaultier de Kermoal : le professeur de Taïchi
- André Chazel : docteur Goherec
- François Macherey : le maître-chien
- Nathalie Corré : la gardienne Rosetta
- Nicolas Bienvenu